# Edward S. Curtis
Edward Sheriff Curtis (Whitewater, 16 de fevereiro de 1868 - Whittier, 19 de outubro de 1952) foi um fotógrafo e etnólogo norte-americano.

## Vida
Curtis nasceu em 16 de fevereiro de 1868 em uma fazenda perto de Whitewater, Wisconsin. seu pai, o reverendo Asahel "Johnson" Curtis (1840 -1887), foi um pastor, fazendeiro e veterano da Guerra Civil Americana nascido em Ohio. Sua mãe, Ellen Sheriff (1844-1912), nasceu na Pensilvânia.

## Trabalhos

### Livros
- The North American Indian. 20 volumes (1907–1930)
  - Volume 1 (1907): The Apache. The Jicarillas. The Navaho.
  - Volume 2 (1908): The Pima. The Papago. The Qahatika. The Mohave. The Yuma. The Maricopa. The Walapai. The Havasupai. The Apache-Mohave, or Yavapai.
  - Volume 3 (1908): The Teton Sioux. The Yanktonai. The Assiniboin.
  - Volume 4 (1909): The Apsaroke, or Crows. The Hidatsa.
  - Volume 5 (1909): The Mandan. The Arikara. The Atsina.
  - Volume 6 (1911): The Piegan. The Cheyenne. The Arapaho.
  - Volume 7 (1911): The Yakima. The Klickitat. Salishan tribes of the interior. The Kutenai.
  - Volume 8 (1911): The Nez Perces. Wallawalla. Umatilla. Cayuse. The Chinookan tribes.
  - Volume 9 (1913): The Salishan tribes of the coast. The Chimakum and the Quilliute. The Willapa.
  - Volume 10 (1915): The Kwakiutl.
  - Volume 11 (1916): The Nootka. The Haida.
  - Volume 12 (1922): The Hopi.
  - Volume 13 (1924): The Hupa. The Yurok. The Karok. The Wiyot. Tolowa and Tututni. The Shasta. The Achomawi. The Klamath.
  - Volume 14 (1924): The Kato. The Wailaki. The Yuki. The Pomo. The Wintun. The Maidu. The Miwok. The Yokuts.
  - Volume 15 (1926): Southern California Shoshoneans. The Diegueños. Plateau Shoshoneans. The Washo.
  - Volume 16 (1926): The Tiwa. The Keres.
  - Volume 17 (1926): The Tewa. The Zuñi.
  - Volume 18 (1928): The Chipewyan. The Western Woods Cree. The Sarsi.
  - Volume 19 (1930): The Indians of Oklahoma. The Wichita. The Southern Cheyenne. The Oto. The Comanche. The Peyote Cult.
  - Volume 20 (1930): The Alaskan Eskimo. The Nunivak. The Eskimo of Hooper Bay. The Eskimo of King Island. The Eskimo of Little Diomede Island. The Eskimo of Cape Prince of Wales. The Kotzebue Eskimo. The Noatak. The Kobuk. The Selawik.
- Indian Days of the Long Ago (1914)
- In the Land of the Head-Hunters (1915)

### Artigos
- "The Rush to the Klondike Over the Mountain Pass". The Century Magazine, 1898, pp. 692–697.
- "Vanishing Indian Types: The Tribes of the Southwest". Scribner's Magazine 39:5 (1906): 513–529.
- "Vanishing Indian Types: The Tribes of the Northwest Plains". Scribner's Magazine 39:6 (1906): 657–71.
- "Indians of the Stone Houses". Scribner's Magazine 45:2 (1909): 161–75.
- "Village Tribes of the Desert Land. Scribner's Magazine 45:3 (1909): 274–87.

### Brochuras
- The North American Indian. (folheto promocional)) (1914?)

### Exibições
- Exposition virtuelle E. S. Curtis, collection photographique du Musée du Nouveau Monde, 2012 a 31 de agosto de 2019, em La Rochelle
- Rediscovering Genius: The Works of Edward S. Curtis. Com curadoria de Bruce Kapson. Depart Foundation, 18 de novembro de 2016 – 14 de janeiro de 2017, Los Angeles
- Light and Legacy: The Art and Techniques of Edward Curtis Western Spirit: Museu do Oeste de Scottsdale. 19 de outubro de 2021 – primavera de 2023, Scottsdale, Arizona